# Titius Modestus
Titius Modestus (sein Praenomen ist nicht bekannt) war ein im 2. Jahrhundert n. Chr. lebender Angehöriger des römischen Ritterstandes (Eques).
Durch ein Militärdiplom, das auf den 27. Dezember 159 datiert ist, ist belegt, dass Modestus 159 Kommandeur der Cohors I Alpinorum equitata war, die zu diesem Zeitpunkt in der Provinz Pannonia inferior stationiert war.